# Obecność 2

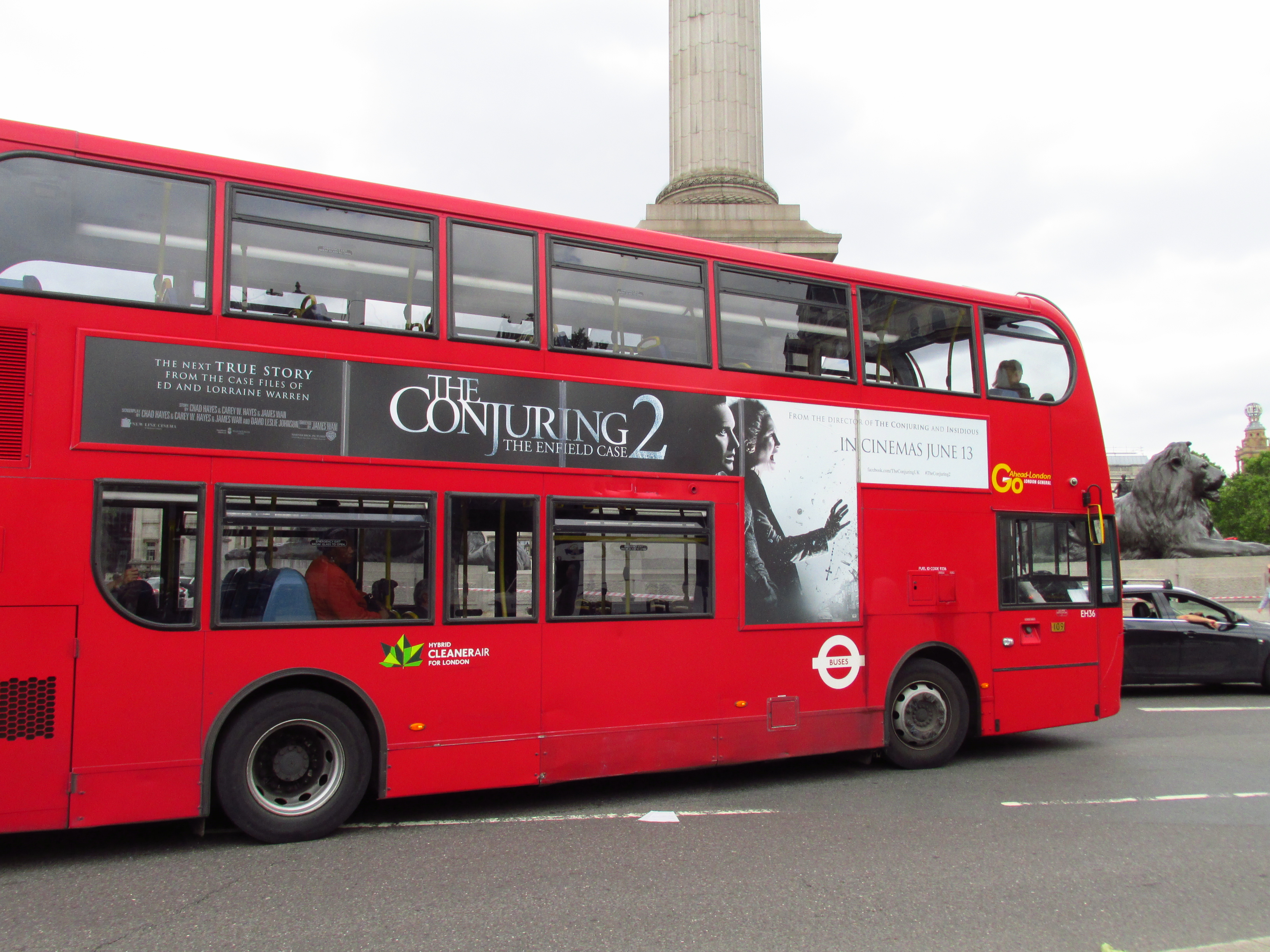
Plakat filmu na angielskim autobusie

Obecność 2 (ang. The Conjuring 2) – amerykański horror z 2016 r. w reżyserii Jamesa Wana. Kontynuacja Obecności z 2013 roku. W rolach głównych ponownie wystąpili Vera Farmiga i Patrick Wilson jako Lorraine i Ed Warren.

## Obsada
- Vera Farmiga jako Lorraine Warren
- Patrick Wilson jako Ed Warren
- Madison Wolfe jako Janet Hodgson
- Frances O’Connor jako Peggy Hodgson
- Lauren Esposito jako Margaret Hodgson
- Benjamin Haigh jako Billy Hodgson
- Patrick McAuley jako Johnny Hodgson
- Simon McBurney jako Maurice Grosse
- Franka Potente jako Anita Gregory
- Maria Doyle Kennedy jako Peggy Nottingham
- Simon Delaney jako Vic Nottingham
- Shannon Kook jako Drew Thomas
- Sterling Jerins jako Judy Warren
- Abhi Sinha jako Harry Whitmark
- Bob Adrian jako Bill Wilkins
- Bonnie Aarons jako Walak
- Steve Coulter jako ojciec Gordon
- Shannon Kook jako Drew
- Chris Royds jako Graham Morris
- Kent Allen jako Daniel Wolfe

## Scenariusz
Scenariusz Obecności 2 nawiązuje do niewyjaśnionych zdarzeń, do których doszło w latach 1977–1979 w Enfield, w północnym Londynie.